# Avocettula recurvirostris
El mango picolezna, colibrí pico lezna (en Venezuela) o colibrí piquipunzón (en Ecuador) (Avocettula recurvirostris) es una especie de ave apodiforme de la familia Trochilidae, la única perteneciente al género monotípico Avocettula. Es nativo de América del Sur, en regiones amazónicas y del escudo guayanés.

## Distribución y hábitat
Se distribuye desde el sureste de Venezuela (Bolívar), por Guyana, Surinam, Guayana Francesa, en Brasil por la mitad oriental de la Amazonia (bajo río Amazonas hasta Maranhão), y al sur del río Amazonas al oeste hasta Acre; una población aislada en el este de Ecuador (río Napo).
Esta especie, a pesar de ampliamente distribuida, es considerada rara y restringida a pequeñas áreas de sus hábitats preferenciales: formaciones vegetales tipo sabana cerca de afloramientos rocosas dentro de selvas húmedas primarias desde el nivel del mar hasta los 800 m; ocasionalmente en los bordes de crecimientos secundarios baja cerca de ríos; en Tocantins fue registrada en mosaicos de bosques semi-caducifolios y en cerrados. Es más numerosa entre 100 y 200 m de altitud. Forrajea a una altura de un a tres metros del suelo.

## Sistemática

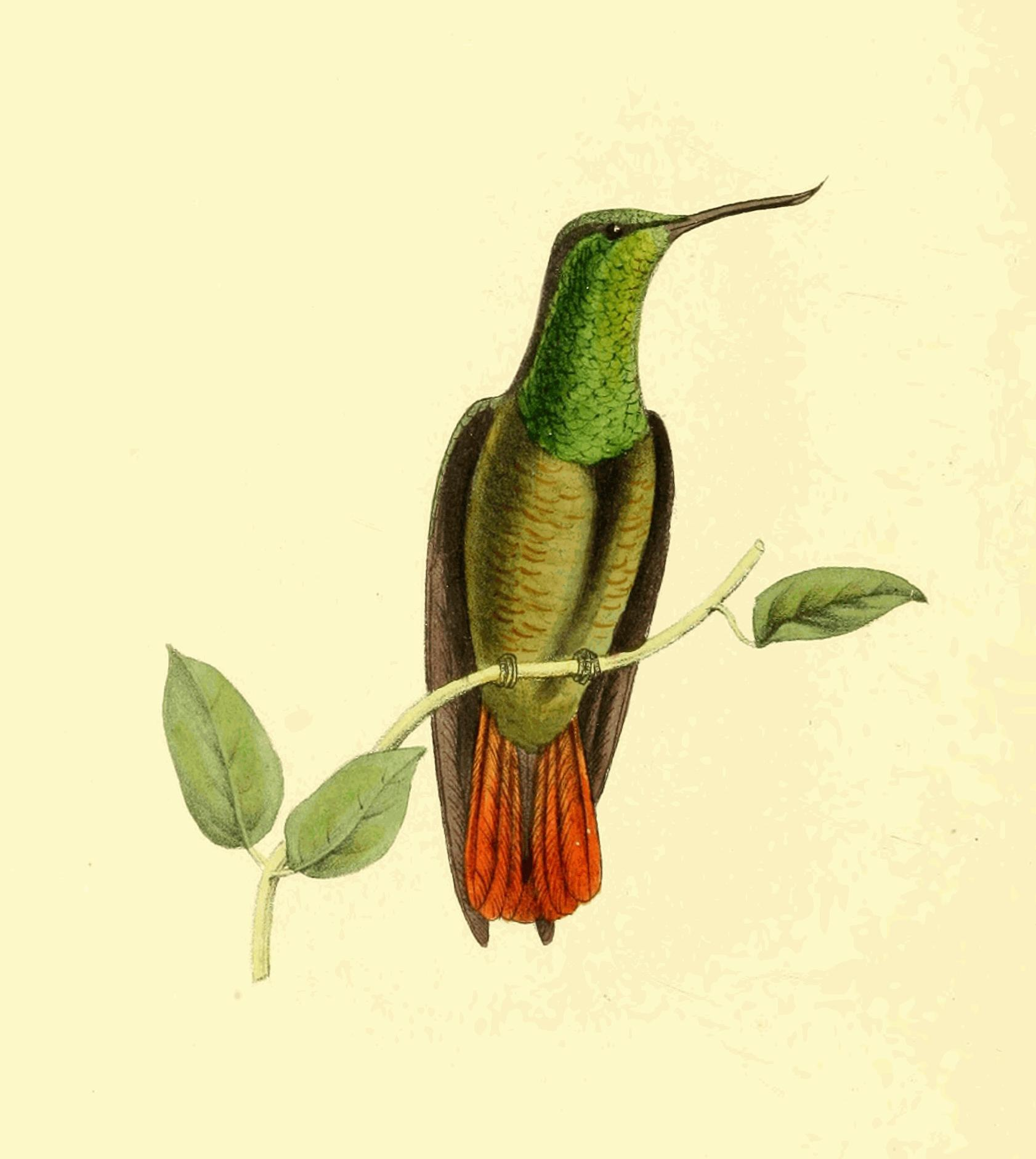
Trochilus recurvirostris, ilustración de Swainson en Zoological Ilustrations, 1821.

### Descripción original
La especie A. recurvirostris fue descrita por primera vez por el ornitólogo británico William Swainson en 1822 bajo el nombre científico Trochilus recurvirostris; su localidad tipo es: «Perú (error), corregido posteriormente para Cayena, Guayana Francesa».

### Etimología
El nombre genérico femenino «Avocettula» es un diminutivo del género Avocetta que por su vez proviene del francés «avocette», las ‘avocetas’ (género Recurvirostra); y el nombre de la especie «recurvirostris», se compone de las palabras del latín «recurvus» que significa ‘curvado para abajo’, y «rostris» que significa ‘pico’.

### Taxonomía
En épocas más recientes, la presente especie fue incluida en el género Anthracothorax debido a las similitudes morfológicas, con excepción del pico. Sin embargo, se juzgó que la notable diferencia del pico era una característica suficiente como para mantenerla en su propio género Avocettula. Esta separación fue reconocida en la Propuesta No 95 al Comité de Clasificación de Sudamérica (SACC).